# Sawjolowskaja
Sawjolowskaja (russisch Савёловская; Ausspracheⓘ) ist der Name eines U-Bahnhofs der Metro Moskau an der Serpuchowsko-Timirjasewskaja-Linie (auch „graue Linie“ genannt) sowie eines direkt benachbarten Haltepunkts für Vorortzüge. Beide Stationen verdanken ihren Namen dem Sawjolowoer Bahnhof, einem nur noch von Regionalzügen bedienten Kopfbahnhof, der sich in unmittelbarer Nähe befindet.

## U-Bahnhof

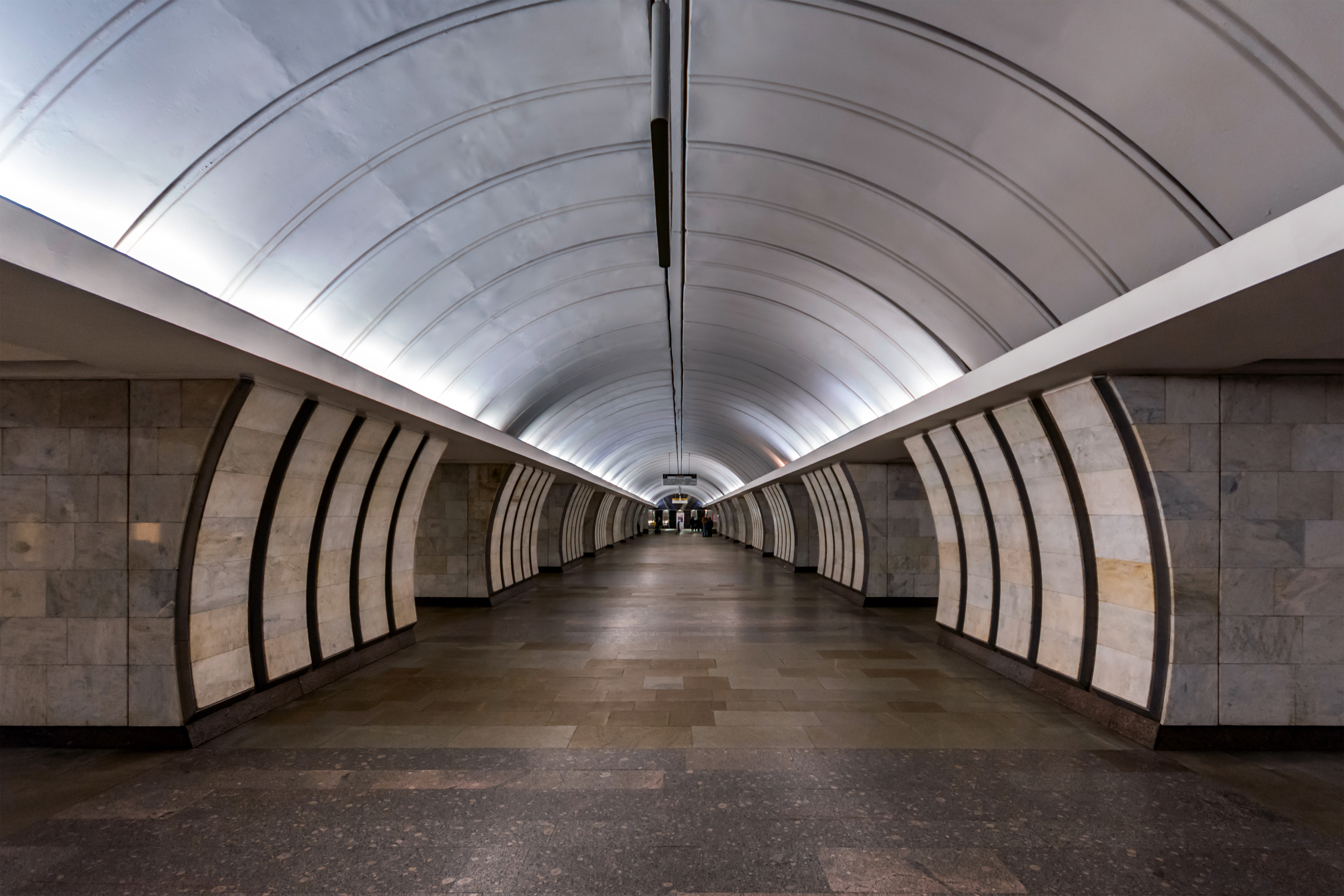
Metrobahnhof Sawjolowskaja

Der U-Bahnhof Sawjolowskaja wurde am 31. Dezember 1988 im Zuge einer Nordverlängerung der Serpuchowsko-Timirjasewskaja-Linie ab der ein Jahr zuvor eröffneten Station Tschechowskaja in Betrieb genommen. Mit der Fertigstellung des U-Bahnhofs wurde der Sawjolowoer Bahnhof als letzter der Moskauer Fernbahnhöfe (zu denen er damals noch zählte) an das Metronetz angebunden. Zuvor mussten Reisende, die mit öffentlichen Verkehrsmitteln den Bahnhof erreichen wollten, die Ringlinienstation Nowoslobodskaja benutzen und ab dort den Bus bzw. Trolleybus nehmen. Nach ihrer Inbetriebnahme diente die Sawjolowskaja eine Zeit lang, bis zur erneuten Nordverlängerung der Serpuchowsko-Timirjasewskaja-Linie im März 1991, als nördliche Endstation der Linie, weswegen sich im Bereich nördlich der Station Kehrgleise befinden (die seit 1991 nur noch zum Abstellen der Züge über Nacht genutzt werden).
Die Station wurde 52 Meter unter der Erde angelegt und verfügt über einen Zugang. Dieser ist in eine weit verzweigte Fußgängerunterführung eingebunden, durch die man sowohl zu dem Vorplatz und den Bahnsteigen des Sawjolowoer Bahnhofs als auch beispielsweise zum Haltepunkt Sawjolowskaja (siehe unten) und zur Kreuzung der Ausfallstraße Dmitrower Chaussee mit dem Dritten Verkehrsring gelangt. Umgekehrt gelangt man von der Unterführung aus zur Schalterhalle des U-Bahnhofs, von der aus lange Rolltreppen zum Bahnsteig führen.
Die Bahnsteighalle, die in einer für die Moskauer Metro typischen Art eines dreigeteilten Mittelbahnsteigs ausgeführt ist, wird von zwei Reihen leicht gebogener massiver Pylone in weißmarmorner Verkleidung geprägt, die oben von einem halbrunden Gewölbe abgeschlossen werden. Die Beleuchtung der Halle kommt nicht, wie für viele Moskauer U-Bahnhöfe typisch, von Kronleuchtern, sondern von Projektoren, die in den beiden Gesimsen über den Pylonenreihen versteckt sind. Der Fußboden besteht aus rosagrauen Granitplatten. Die Wände über den Gleisen sind mit weißmarmornen Platten verkleidet, die zusätzlich mit großen Mosaikkompositionen mit Motiven aus der russischen Eisenbahngeschichte ausgeschmückt sind, wobei die dort festgehaltenen Szenen (darunter beispielsweise historische Pferdebahnen, Dampflokomotiven und auch moderne Elektrotriebwagen) vom Stil her an traditionelle russische Lubok-Motive erinnern.

## Eisenbahnhaltepunkt Sawjolowskaja

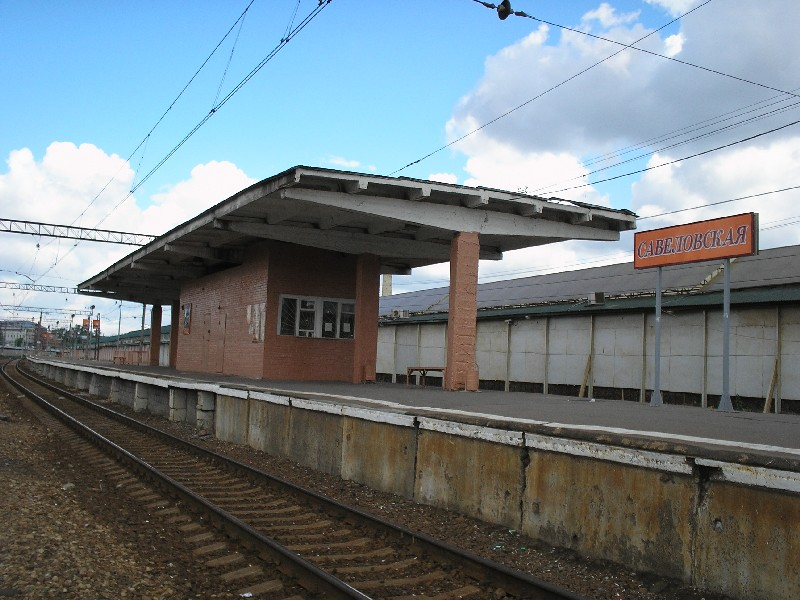
Bahnsteig des Haltepunkts

Der Haltepunkt Sawjolowskaja wurde 1964 an der innerstädtischen Verbindungsstrecke zwischen den beiden Bahnmagistralen Moskau–Smolensk und Moskau–Kursk eingerichtet. Im Gegensatz zum benachbarten Sawjolowoer Bahnhof, der ein Kopfbahnhof ist, wird der Haltepunkt Sawjolowskaja (der aufgrund der Namensgleichheit gelegentlich mit dem Bahnhof verwechselt wird) von durchfahrenden Nahverkehrszügen bedient, die von hier aus entweder in westliche (und somit über den Belarussischen Bahnhof in Vororte wie Odinzowo oder Golizyno) oder in östliche bzw. südliche Richtung (und somit über den Kursker Bahnhof etwa nach Schtscherbinka, Podolsk oder Tschechow) verkehren. Der Haltepunkt besteht lediglich aus einem Mittelbahnsteig, der durch einen Fußgängertunnel mit dem Bahnhofsvorplatz und dem U-Bahnhof verbunden ist.